# Меркур Арена
«Меркур Арена» (нем. Merkur Arena) — футбольный стадион в Граце, Австрия. Является домашней ареной футбольных клубов «Штурм» и ГАК. Вместимость — более 15 тысяч зрителей.

## История
С момента постройки в 1997 году по 2005 год носил имя Арнольда Шварценеггера (нем. Arnold Schwarzenegger-Stadion). Был переименован по требованию Шварценегерра в ответ на критику в свой адрес за отказ в помиловании приговорённого к смертной казни Стэнли Туки Уильямса. С 26 декабря 2005 года по 17 февраля 2006 носил оригинальное название «Грац-Либенау». С 18 февраля 2006 года стадион носит имя «UPC-Арена» в честь спонсора — компании UPC Telekabel, входящей в группу компании T-Mobile. Контракт рассчитан до 2016 года.
Стадион является домашней ареной для клубов «Штурм» и ГАК. Также на стадионе проводит некоторые домашние матчи сборная Австрии.
Открыта арена была 9 июля 1997 года игрой между клубами «Штурм» и ГАК (4:0).

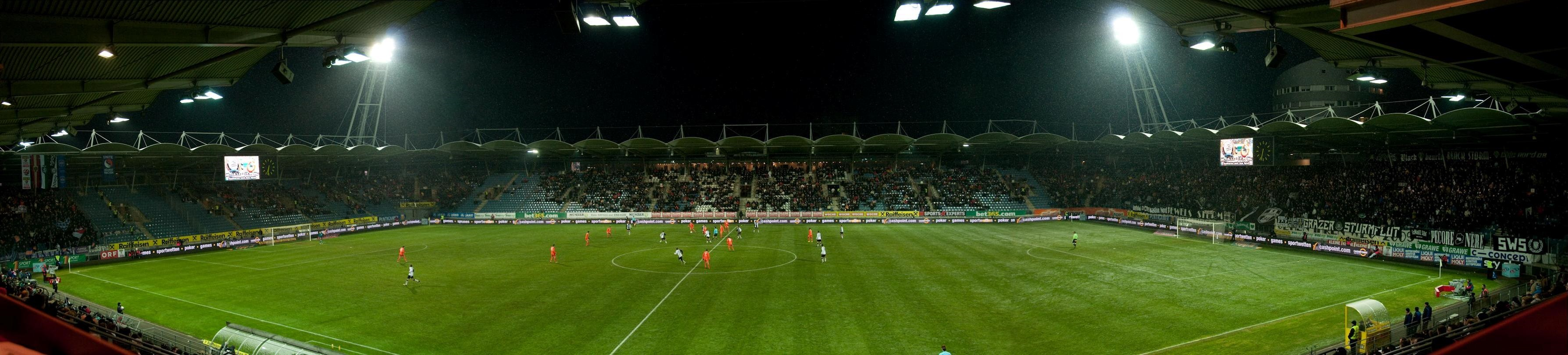
Панорама трибун стадиона